# 鏟吻海鯰
鏟吻海鯰為輻鰭魚綱鯰形目海鯰科的其中一種，分布於印度西太平洋區，從巴基斯坦至印尼海域，棲息深度可達20公尺，體長可達39.5公分，棲息在沿海、河口區，底棲性魚類，屬肉食性，以無脊椎動物為食，雄魚會以口孵卵，背鰭和胸鰭的硬棘有毒，可作為食用魚。

## 擴展閱讀
維基物種上的相關：鏟吻海鯰